# Tomás González (argentyński piłkarz)
Tomás M. González (ur. ? – zm. ?) – argentyński piłkarz, grający podczas kariery na pozycji pomocnika.

## Kariera klubowa
Tomás González podczas kariery występował w CA Estudiantes, Alumni AC oraz urugwajskim CA Peñarol. Z Alumni zdobył mistrzostwo Argentyny w 1910.

## Kariera reprezentacyjna
W reprezentacji Argentyny González występował w 1910. W reprezentacji zadebiutował 13 listopada 1910 w zremisowanym 1-1 meczu z Urugwajem, którego stawką była Gran Premio de Honor Argentino.
Drugi i ostatni raz w reprezentacji González wystąpił 27 listopada 1910 w przegranym 2-6 meczu z Urugwajem, którego stawką było Gran Premio de Honor Argentino.
| Mecze i gole w reprezentacji | Mecze i gole w reprezentacji | Mecze i gole w reprezentacji | Mecze i gole w reprezentacji | Mecze i gole w reprezentacji | Mecze i gole w reprezentacji | Mecze i gole w reprezentacji |
| #                            | Data                         | Miasto                       | Przeciwnik                   | Gol                          | Wynik                        | Rozgrywki                    |
| ---------------------------- | ---------------------------- | ---------------------------- | ---------------------------- | ---------------------------- | ---------------------------- | ---------------------------- |
| 1.                           | 13.11.1910                   | Buenos Aires                 | Urugwaj                      |                              | 1:1                          | Gran Premio Argentino        |
| 3.                           | 27.11.1910                   | Buenos Aires                 | Urugwaj                      |                              | 2:6                          | Gran Premio Argentino        |